# The Wonderland Murders
The Wonderland Murders (engelska: Wonderland) är en amerikansk-kanadensisk långfilm från 2003 i regi av James Cox, med Val Kilmer, Kate Bosworth, Lisa Kudrow och Josh Lucas i rollerna. Kilmer gestaltar porrskådespelaren John Holmes och filmen bygger på ett riktigt mord där Holmes blev misstänkt.

## Rollista
- Val Kilmer - John Holmes
- Kate Bosworth - Dawn Schiller
- Lisa Kudrow - Sharon Holmes
- Josh Lucas - Ron Launius
- Tim Blake Nelson - Billy Deverell
- Dylan McDermott - David Lind
- Christina Applegate - Susan Launius
- Eric Bogosian - Eddie Nash
- Carrie Fisher - Sally Hansen
- Franky G - Louis
- M.C. Gainey - Billy Ward
- Janeane Garofalo - Joy Miller
- Ted Levine - Sam Nico